# Alocasia reversa
Alocasia reversa är en kallaväxtart som beskrevs av Nicholas Edward Brown. Alocasia reversa ingår i släktet Alocasia och familjen kallaväxter. Inga underarter finns listade.